# Campeonato Mundial de Balonmano Masculino Junior de 2003
El XIV Campeonato Mundial de Balonmano Masculino Junior se celebró en Brasil entre el 24 de agosto y el 6 de septiembre de 2003 bajo la organización de la Federación Internacional de Balonmano (IHF) y la Federación Brasileña de Balonmano.
Un total de 20 países compitieron por el título de campeón mundial junior, donde el campeón de la anterior edición, la selección de Rusia, no pudo defender su corona al no clasificarse para disputar el campeonato. La selección de Suecia inscribió por primera vez su nombre en el palmarés del torneo, al vencer en la final a Dinamarca, por 36 goles contra 34, después de una emocionante prórroga; el bronce fue para el equipo de Eslovenia. La selección española finalizó la competición en 4ª posición.

## Grupos
| Grupo A             | Grupo B   | Grupo C     | Grupo D    |
| ------------------- | --------- | ----------- | ---------- |
| Serbia y Montenegro | Suecia    | Eslovenia   | España     |
| Croacia             | Dinamarca | Brasil      | Alemania   |
| Túnez               | Hungría   | Suiza       | Egipto     |
| Ucrania             | Polonia   | Kuwait      | Eslovaquia |
| Argelia             | Argentina | Puerto Rico | Catar      |

## Ronda Previa
Los primeros tres de cada grupo alcanzan la fase principal. Los equipos restantes juegan entre sí por los puestos 13 a 20.

### Grupo A
| Equipo              | J | G | E | P | GF  | GC  | DG  | PTS |
| ------------------- | - | - | - | - | --- | --- | --- | --- |
| Croacia             | 4 | 4 | 0 | 0 | 112 | 83  | +29 | 8   |
| Túnez               | 4 | 3 | 0 | 1 | 111 | 94  | +17 | 6   |
| Serbia y Montenegro | 4 | 2 | 0 | 2 | 113 | 113 | 0   | 4   |
| Argelia             | 4 | 1 | 0 | 3 | 87  | 106 | -19 | 2   |
| Ucrania             | 4 | 0 | 0 | 4 | 88  | 115 | -27 | 0   |

- Resultados

| Partido             | Partido | Partido             | Resultado |
| ------------------- | ------- | ------------------- | --------- |
| Túnez               | -       | Serbia y Montenegro | 29-27     |
| Ucrania             | -       | Argelia             | 19-21     |
| Croacia             | -       | Serbia y Montenegro | 29-22     |
| Argelia             | -       | Túnez               | 19-25     |
| Ucrania             | -       | Croacia             | 18-26     |
| Túnez               | -       | Ucrania             | 35-22     |
| Serbia y Montenegro | -       | Argelia             | 31-26     |
| Argelia             | -       | Croacia             | 21-31     |
| Serbia y Montenegro | -       | Ucrania             | 33-29     |
| Croacia             | -       | Túnez               | 26-22     |

### Grupo B
| Equipo    | J | G | E | P | GF  | GC  | DG  | PTS |
| --------- | - | - | - | - | --- | --- | --- | --- |
| Suecia    | 4 | 4 | 0 | 0 | 123 | 79  | +44 | 8   |
| Dinamarca | 4 | 2 | 0 | 2 | 111 | 107 | +4  | 4   |
| Polonia   | 4 | 1 | 1 | 2 | 107 | 115 | -8  | 3   |
| Hungría   | 4 | 1 | 1 | 2 | 93  | 111 | -18 | 3   |
| Argentina | 4 | 0 | 2 | 2 | 89  | 111 | -22 | 2   |

- Resultados

| Partido   | Partido | Partido   | Resultado |
| --------- | ------- | --------- | --------- |
| Dinamarca | -       | Suecia    | 19-24     |
| Hungría   | -       | Argentina | 20-20     |
| Polonia   | -       | Suecia    | 22-29     |
| Argentina | -       | Dinamarca | 25-33     |
| Hungría   | -       | Polonia   | 26-30     |
| Dinamarca | -       | Hungría   | 24-28     |
| Suecia    | -       | Argentina | 33-19     |
| Argentina | -       | Polonia   | 25-25     |
| Suecia    | -       | Hungría   | 37-19     |
| Polonia   | -       | Dinamarca | 30-35     |

### Grupo C
| Equipo      | J | G | E | P | GF  | GC  | DG  | PTS |
| ----------- | - | - | - | - | --- | --- | --- | --- |
| Eslovenia   | 4 | 4 | 0 | 0 | 167 | 84  | +83 | 8   |
| Suiza       | 4 | 3 | 0 | 1 | 145 | 94  | +51 | 6   |
| Brasil      | 4 | 2 | 0 | 2 | 94  | 86  | +8  | 4   |
| Kuwait      | 4 | 1 | 0 | 3 | 79  | 137 | -58 | 2   |
| Puerto Rico | 4 | 0 | 0 | 4 | 67  | 151 | -84 | 0   |

- Resultados

| Partido     | Partido | Partido     | Resultado |
| ----------- | ------- | ----------- | --------- |
| Suiza       | -       | Kuwait      | 40-20     |
| Brasil      | -       | Puerto Rico | 30-11     |
| Eslovenia   | -       | Kuwait      | 50-16     |
| Puerto Rico | -       | Suiza       | 16-43     |
| Brasil      | -       | Eslovenia   | 17-30     |
| Kuwait      | -       | Puerto Rico | 27-22     |
| Suiza       | -       | Brasil      | 29-22     |
| Puerto Rico | -       | Eslovenia   | 18-51     |
| Eslovenia   | -       | Suiza       | 36-33     |
| Kuwait      | -       | Brasil      | 16-25     |

### Grupo D
| Equipo     | J | G | E | P | GF  | GC  | DG  | PTS |
| ---------- | - | - | - | - | --- | --- | --- | --- |
| España     | 4 | 4 | 0 | 0 | 113 | 83  | +30 | 8   |
| Egipto     | 4 | 1 | 2 | 1 | 94  | 100 | -6  | 4   |
| Catar      | 4 | 1 | 1 | 2 | 90  | 104 | -14 | 3   |
| Alemania   | 4 | 1 | 1 | 2 | 102 | 100 | +2  | 3   |
| Eslovaquia | 4 | 1 | 0 | 3 | 93  | 105 | -12 | 2   |

- Resultados

| Partido    | Partido | Partido    | Resultado |
| ---------- | ------- | ---------- | --------- |
| Alemania   | -       | Eslovaquia | 28-22     |
| Egipto     | -       | Catar      | 23-23     |
| España     | -       | Eslovaquia | 31-21     |
| Catar      | -       | Alemania   | 29-27     |
| Egipto     | -       | España     | 19-27     |
| Alemania   | -       | Egipto     | 24-24     |
| Eslovaquia | -       | Catar      | 24-18     |
| Catar      | -       | España     | 20-30     |
| Eslovaquia | -       | Egipto     | 26-28     |
| España     | -       | Alemania   | 25-23     |

## Ronda Emplazamiento

### Grupo P I
| Equipo     | J | G | E | P | GF  | GC | DG  | PTS |
| ---------- | - | - | - | - | --- | -- | --- | --- |
| Eslovaquia | 3 | 3 | 0 | 0 | 110 | 73 | +37 | 6   |
| Argentina  | 3 | 2 | 0 | 1 | 84  | 75 | +9  | 4   |
| Argelia    | 3 | 1 | 0 | 2 | 81  | 85 | -4  | 2   |
| Kuwait     | 3 | 0 | 0 | 3 | 55  | 94 | -39 | 0   |

- Resultados

| Partido    | Partido | Partido    | Resultado |
| ---------- | ------- | ---------- | --------- |
| Argelia    | -       | Argentina  | 23-27     |
| Kuwait     | -       | Eslovaquia | 15-40     |
| Eslovaquia | -       | Argelia    | 38-29     |
| Argentina  | -       | Kuwait     | 25-20     |
| Argelia    | -       | Kuwait     | 29-20     |
| Argentina  | -       | Eslovaquia | 29-32     |

### Grupo P II
| Equipo      | J | G | E | P | GF  | GC  | DG   | PTS |
| ----------- | - | - | - | - | --- | --- | ---- | --- |
| Alemania    | 3 | 3 | 0 | 0 | 104 | 63  | +41  | 6   |
| Hungría     | 3 | 2 | 0 | 1 | 105 | 60  | +45  | 4   |
| Ucrania     | 3 | 1 | 0 | 2 | 94  | 77  | +17  | 2   |
| Puerto Rico | 3 | 0 | 0 | 3 | 29  | 132 | -103 | 0   |

- Resultados

| Partido     | Partido | Partido     | Resultado |
| ----------- | ------- | ----------- | --------- |
| Hungría     | -       | Ucrania     | 36-25     |
| Alemania    | -       | Puerto Rico | 45-12     |
| Ucrania     | -       | Alemania    | 26-32     |
| Puerto Rico | -       | Hungría     | 8-44      |
| Hungría     | -       | Alemania    | 25-27     |
| Ucrania     | -       | Puerto Rico | 43-9      |

## Ronda Principal
Los dos primeros de cada grupo disputan las semifinales. 

### Grupo P I
| Equipo              | J | G | E | P | GF  | GC  | DG  | PTS |
| ------------------- | - | - | - | - | --- | --- | --- | --- |
| Suecia              | 5 | 4 | 1 | 0 | 153 | 119 | +34 | 9   |
| Dinamarca           | 5 | 4 | 0 | 1 | 143 | 124 | +19 | 8   |
| Croacia             | 5 | 2 | 2 | 1 | 138 | 138 | 0   | 6   |
| Polonia             | 5 | 2 | 1 | 2 | 150 | 159 | -9  | 5   |
| Túnez               | 5 | 1 | 0 | 4 | 129 | 143 | -14 | 2   |
| Serbia y Montenegro | 5 | 0 | 0 | 5 | 131 | 161 | -30 | 0   |

- Resultados

| Partido             | Partido | Partido             | Resultado |
| ------------------- | ------- | ------------------- | --------- |
| Croacia             | -       | Polonia             | 31-31     |
| Suecia              | -       | Serbia y Montenegro | 37-23     |
| Túnez               | -       | Dinamarca           | 24-26     |
| Serbia y Montenegro | -       | Polonia             | 35-36     |
| ' Dinamarca         | -       | Croacia             | 33-22     |
| Suecia              | -       | Túnez               | 33-25     |
| Serbia y Montenegro | -       | Dinamarca           | 24-30     |
| Croacia             | -       | Suecia              | 30-30     |
| Túnez               | -       | Polonia             | 29-31     |

### Grupo P II
| Equipo    | J | G | E | P | GF  | GC  | DG  | PTS |
| --------- | - | - | - | - | --- | --- | --- | --- |
| España    | 5 | 5 | 0 | 0 | 156 | 111 | +45 | 10  |
| Eslovenia | 5 | 4 | 0 | 1 | 163 | 136 | +27 | 8   |
| Suiza     | 5 | 2 | 1 | 2 | 145 | 141 | +4  | 5   |
| Brasil    | 5 | 2 | 0 | 3 | 104 | 128 | -24 | 4   |
| Egipto    | 5 | 0 | 2 | 3 | 116 | 132 | -16 | 2   |
| Catar     | 5 | 0 | 1 | 4 | 108 | 144 | -32 | 0   |

- Resultados

| Partido   | Partido | Partido   | Resultado |
| --------- | ------- | --------- | --------- |
| España    | -       | Brasil    | 28-16     |
| Eslovenia | -       | Catar     | 32-21     |
| Suiza     | -       | Egipto    | 24-24     |
| España    | -       | Suiza     | 35-26     |
| Egipto    | -       | Eslovenia | 37-30     |
| Brasil    | -       | Catar     | 26-20     |
| Suiza     | -       | Catar     | 33-24     |
| Eslovenia | -       | España    | 30-36     |
| Brasil    | -       | Egipto    | 23-21     |

## Partidos de Emplazamiento

### Partido por el 19º puesto
| Partido     | Partido | Partido | Resultado |
| ----------- | ------- | ------- | --------- |
| Puerto Rico | -       | Kuwait  | 23-37     |

### Partido por el 17º puesto
| Partido | Partido | Partido | Resultado |
| ------- | ------- | ------- | --------- |
| Argelia | -       | Ucrania | 20-29     |

### Partido por el 15º puesto
| Partido | Partido | Partido   | Resultado |
| ------- | ------- | --------- | --------- |
| Hungría | -       | Argentina | 29-24     |

### Partido por el 13º puesto
| Partido    | Partido | Partido  | Resultado |
| ---------- | ------- | -------- | --------- |
| Eslovaquia | -       | Alemania | 23-28     |

### Partido por el 11º puesto
| Partido | Partido | Partido             | Resultado |
| ------- | ------- | ------------------- | --------- |
| Catar   | -       | Serbia y Montenegro | 26-28     |

### Partido por el 9º puesto
| Partido | Partido | Partido | Resultado |
| ------- | ------- | ------- | --------- |
| Túnez   | -       | Egipto  | 32-28     |

### Partido por el 7º puesto
| Partido | Partido | Partido | Resultado |
| ------- | ------- | ------- | --------- |
| Brasil  | -       | Polonia | 19-34     |

### Partido por el 5º puesto
| Partido | Partido | Partido | Resultado |
| ------- | ------- | ------- | --------- |
| Croacia | -       | Suiza   | 37-32     |

## Fase final
|  | Semifinales | Semifinales |    |        | Final     | Final |  |
|  |             |             |    |        |           |       |  |
|  |             |             |    |        |           |       |  |
|  |             |             |    |        |           |       |  |
|  | Suecia      | 33          |    |        |           |       |  |
|  | Eslovenia   | 31          |    |        |           |       |  |
|  |             |             |    |        |           |       |  |
|  |             |             |    |        |           |       |  |
|  |             |             |    |        | Suecia    | 36    |  |
|  |             | Dinamarca   | 34 |        |           |       |  |
|  |             |             |    |        |           |       |  |
|  |             |             |    |        |           |       |  |
|  |             |             |    |        | 3º        |       |  |
|  |             |             |    |        |           |       |  |
|  | España      | 30          |    | España | 33        |       |  |
|  | Dinamarca   | 31          |    |        | Eslovenia | 35    |  |

## Medallero
| |           |           |
| Suecia | Dinamarca | Eslovenia |
| Anders Persson Lucas Karlsson Martin Bystedt Jonas Larholm Robert Johansson Niklas Grundsten Niklas Forsmo Joakim Erntsson Kim Andersson Fredrik Petersen Richard Kappelin Olof Ask Sebastian Geisler Fredrik Lindahl Oscar Jensen Rasmus Wremer |           |           |
| Ingemar Linnell |           |           |

## Estadísticas

### Clasificación general
| 1. Suecia               |
| 2. Dinamarca            |
| 3. Eslovenia            |
| 4. España               |
| 5. Croacia              |
| 6. Suiza                |
| 7. Polonia              |
| 8. Brasil               |
| 9. Túnez                |
| 10. Egipto              |
| 11. Serbia y Montenegro |
| 12. Catar               |
| 13. Alemania            |
| 14. Eslovaquia          |
| 15. Hungría             |
| 16. Argentina           |
| 17. Ucrania             |
| 18. Argelia             |
| 19. Kuwait              |
| 20. Puerto Rico         |